# Middleburg (Virginie)
Middleburg je město v okrese Loudoun na severu amerického státu Virginie. V roce 2010 mělo 976 obyvatel. Rozloha je 1,5 km², vše z toho souš.

## Dějiny
Město bylo založeno v roce 1787 veteránem americké války za nezávislost a virginským státníkem, podplukovníkem Levinem Powellem. Pro tento účel odkoupil půdu od Josepha Chinna, bratrance George Washingtona za cenu 2,50 dolaru za akr. Tehdy se to místo nazývalo „Chinn’s Crossroads“, ale Powell zvolil nové jméno – Middleburg, protože se budoucí město nacházelo uprostřed obchodní cesty Ashby Gap (nyní dálnice U.S. Route 50) mezi Arlingtonem a Winchesterem. Od začátku 20. století Middleburg vítal návštěvníky, kteří přicházeli za koňskými dostihy a liščími hony. Vesnice brzy získala pověst Národního hlavního města koní a lovu a přitahovala prominentní návštěvníky z celých Spojených států. Middleburg je domovem výzkumného centra koní a lovectví Národní knihovny sportu, která vydává internetový časopis Thoroughbred Heritage.

## Demografie
Podle sčítání lidu z roku 2000 zde žilo 632 obyvatel, 171 rodin a bylo zde 322 domácností. Celkový počet domů 364. Hustota osídlení byla 421 ob./km².
Rasové rozdělení bylo následující:
- 76,58 % běloši
- 20,25 % Afroameričané
- 0,16 % Asiaté
- 1,27 % jiná rasa
- 1,74 % dvě a více ras.

Hispánců bez ohledu na rasu bylo 4,27 % populace.
Z celkového počtu 322 domácností jich 20,2 % mělo dítě mladší 18 let, 33,2 % byly páry žijící spolu, 14,9 % domácností bylo s ženskou hlavou rodiny bez přítomnosti manžela a 46,6 % domácností nebylo obýváno rodinami. 39,4 % všech domácností tvořili jednotlivci a 15,8 % lidé starší 65 let, kteří žili sami. Na průměrnou domácnost vycházelo 1,96 členů a na průměrnou rodinu 2,57 členů.
16,9 % populace mělo méně než 18 let, 61,4 % bylo ve věku 18–64, 21,7 % bylo 65 let a více. Průměrný věk 44 let.
Medián příjmů na domácnost činil 40 625 dolarů, na rodinu 60 313 dolarů, u mužů to bylo 41 875 dolarů na hlavu a u žen 32 708 dolarů. Příjem na hlavu byl 32 643 dolarů. Pod hranicí chudoby žilo 9,9 % domácností a 6,7 % rodin, 10,7 % mladších 18 let a 10,3 % nad 64 let.

## V popkultuře
Middleburg byl v komedii Scary Movie 3 zmíněn jako místo záhadných kruhů v obilí. Ve filmu je zobrazena skutečná mapa Middleburgu, sousedních měst a Virginia State Route 15.
Scény ze tří dílů seriálu Západní křídlo, které se odehrávali v New Hampshire, byly natáčeny v Middleburgu.

## Významní rodáci a obyvatelé
- Jack Kent Cooke – byznysmen a vlastník sportovních klubů Washington Redskins, Baltimore Orioles a Los Angeles Lakers
- Sheila Johnson – miliardářka a spoluzakladatelka televizizní stanice BET
- Jacqueline Kennedyová Onassisová – první dáma USA